# 宇宙1号

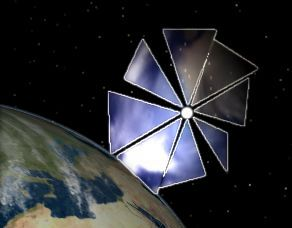
宇宙1号

宇宙1号是一枚航天器，用于太阳帆技术试验。

## 概述
2001年7月20日，行星學會发射了“宇宙1号”航天器。这是一颗亚轨道航天器，是世界上首次使用太阳帆作为航天飞行动力装置的航天器，也称太阳帆飞船。这颗航天器没有能与第三级火箭分离，最终坠毁了。研制人员准备了3年时间，现在第二个“宇宙1号”太阳帆也已經發射。新的“宇宙1号”比原来设计更大，由8个三角帆组成，可以环绕地球轨道运行，于2005年6月21日從一艘位於巴倫支海的俄羅斯潛艇K-496上發射 。发射後与地球失去联络。之前有报道说发射失败，行星協會在保持一阵沉默後也承認這次實驗未能成功將太空船送入軌道。

## 相关链接
- 宇宙1號在行星協會的首頁
- Cosmos 1 page（页面存档备份，存于） (只有來自Cosmos Studios的flash)
- Near-Term Beamed Sail Propulsion Missions: Cosmos 1 and Sun-Diver (PDF檔案)
- Space technology: Setting sail for history（页面存档备份，存于） (Nature, February 16, 2005)
- Space yacht rides to stars on rays of sunlight（页面存档备份，存于） (The Guardian, February 27, 2005)
- Cosmos 1 to test solar sail（页面存档备份，存于） (Wired News, June 16, 2005)
- Cosmos 1 videos (Windows Media, RealPlayer, QuickTime formats)